# Tesfaye Deriba
Tesfaye Deriba Ketema (* 11. September 1998) ist ein äthiopischer Leichtathlet, der sich auf den Hindernislauf spezialisiert hat.

## Sportliche Laufbahn
Tesfaye Deriba tritt seit 2017 in internationalen Wettkämpfen im Hindernislauf an. Im Mai belegte er den fünften Platz bei den nationalen Meisterschaften. Einen Monat später lief er bei einem Wettkampf in Hengelo eine Zeit von 8:13,33 min, die seitdem als seine Bestzeit zu Buche stehen Ebenfalls im Juni trat er für Äthiopien bei den U20-Afrikameisterschaften im algerischen Tlemcen an. Dabei zog er in das Finale ein, in dem er in 8:33,67 min die Silbermedaille hinter seinem Landsmann Takele Nigate gewann. Im August nahm er dann auch am Saisonhöhepunkt, den Weltmeisterschaften in London, teil. Nach erfolgreichem Vorlauf war er im Finale noch mal drei Sekunden schneller und kam in 8:22,12 min als Siebter ins Ziel. 2018 nahm er in Wettkämpfen teil, darunter dem Diamond-League-Meeting in Doha, bei dem er unter der 8:20 min-Marke blieb. 2019 gewann Deriba die Bronzemedaille bei den nationalen Meisterschaften. Im August nahm er an den Afrikaspielen in Rabat teil. Dabei zog er in das Finale ein, in dem er den neunten Platz belegte. Während der gesamten Saison 2019 kam er nicht an seine zuvor bereits aufgestellten Zeiten heran.
2025 triumphierte Deriba beim Barcelona Marathon, wo ihm mit 2:04:13 h die erste Zeit unter 2:05 h in Barcelona gelang.

## Wichtige Wettbewerbe
| Jahr                  | Veranstaltung             | Ort                   | Platz                 | Disziplin             | Zeit                  |
| Startet für Äthiopien | Startet für Äthiopien     | Startet für Äthiopien | Startet für Äthiopien | Startet für Äthiopien | Startet für Äthiopien |
| --------------------- | ------------------------- | --------------------- | --------------------- | --------------------- | --------------------- |
| 2017                  | U20-Afrikameisterschaften | Tlemcen               | 2.                    | 3000 m Hindernis      | 8:33,67 min           |
| 2017                  | Weltmeisterschaften       | London                | 7.                    | 3000 m Hindernis      | 8:22,12 min           |
| 2019                  | Afrikaspiele              | Rabat                 | 9.                    | 3000 m Hindernis      | 8:44,59 min           |

## Persönliche Bestleistungen
Freiluft
- 3000 m Hindernis: 8:13,33 min, 11. Juni 2017, Hengelo

Halle
- 3000 m: 7:53,49 min, 25. Januar 2018, Ostrava